# Michael Wohlleben

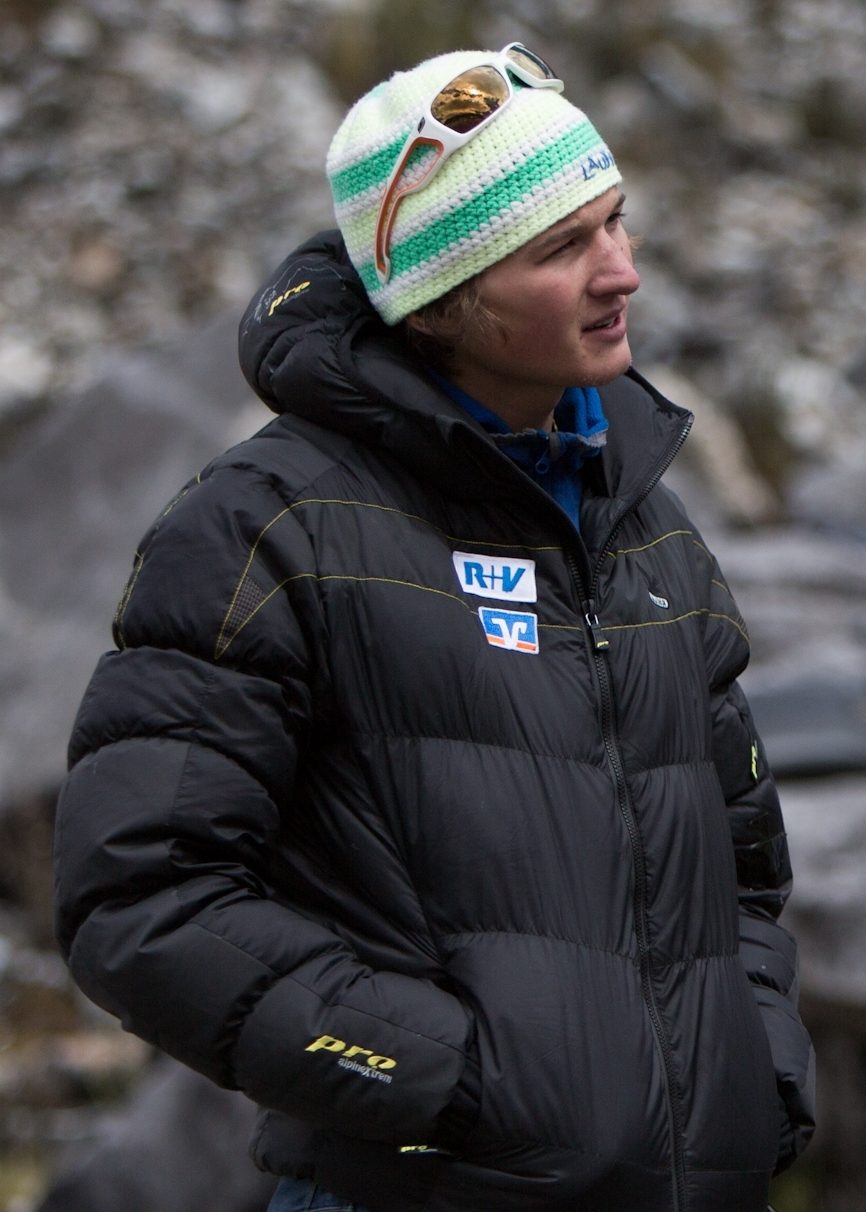
Michael Wohlleben 2012 im Jirishanca Basecamp

Michael Wohlleben (* 5. Oktober 1990 in Augsburg), genannt „Michi“, ist ein deutscher Bergsteiger und Alpinkletterer mit Wohnsitz in der Schweiz. Er wurde bekannt durch Wiederholungen von sehr schweren Klettertouren in allen Disziplinen aber auch schwierige Erstbegehungen, Speedbegehungen und Aneinanderreihungen im Sommer wie im Winter.

## Leben
Michael Wohlleben ging schon als Kind mit seinem Vater in die Berge und schloss sich mit acht Jahren einer Klettergruppe des Deutschen Alpenvereins (DAV) an. Bereits mit 14 stand er auf dem Mont Blanc und kletterte seine ersten Touren im 8. und 9. Schwierigkeitsgrad. Als Jugendlicher kam er dann in den Expeditionskader des DAV und bestieg mit 17 Jahren die Eiger-Nordwand. Es folgten die anderen Großen Nordwände der Alpen und Expeditionen ins Himalaya. Einige Monate vor dem Abitur verließ er 2010 die Schule, um Profibergsteiger zu werden. Er wurde mit 21 Jahren einer der jüngsten staatlich geprüften Berg- und Skiführer. 
Er kletterte in allen Disziplinen des Bergsports bereits in jungen Jahren in den höchsten Schwierigkeitsgraden von M14+ im Mixedklettern bis 9a beim Sportklettern, von legendären Alpintouren wie „Silbergeier“ hin zu Trad-Routen wie „Psychogramm“ (8b+). Bekannt wurde er durch die erste Wintertrilogie der Drei Zinnen in 15 h 42 min gemeinsam mit Ueli Steck. Über die Jahre gelangen ihm immer wieder Erstbegehungen. „Pray For Power“, eine Mixedroute, die er mit 19 Jahren erst beging und mit M13 bewertete, wurde fünf Jahre später erstmals wiederholt und auf M14 aufgewertet, was sie zu einer der ersten M14 der Welt machte. 
Wohlleben wuchs in Künzelsau-Gaisbach auf. Er ist verheiratet und hat einen Sohn. Seit 2016 wohnt er mit seiner Familie in Wolfhalden im Kanton Appenzell Ausserrhoden in der Schweiz.

## Klettertouren und Besteigungen

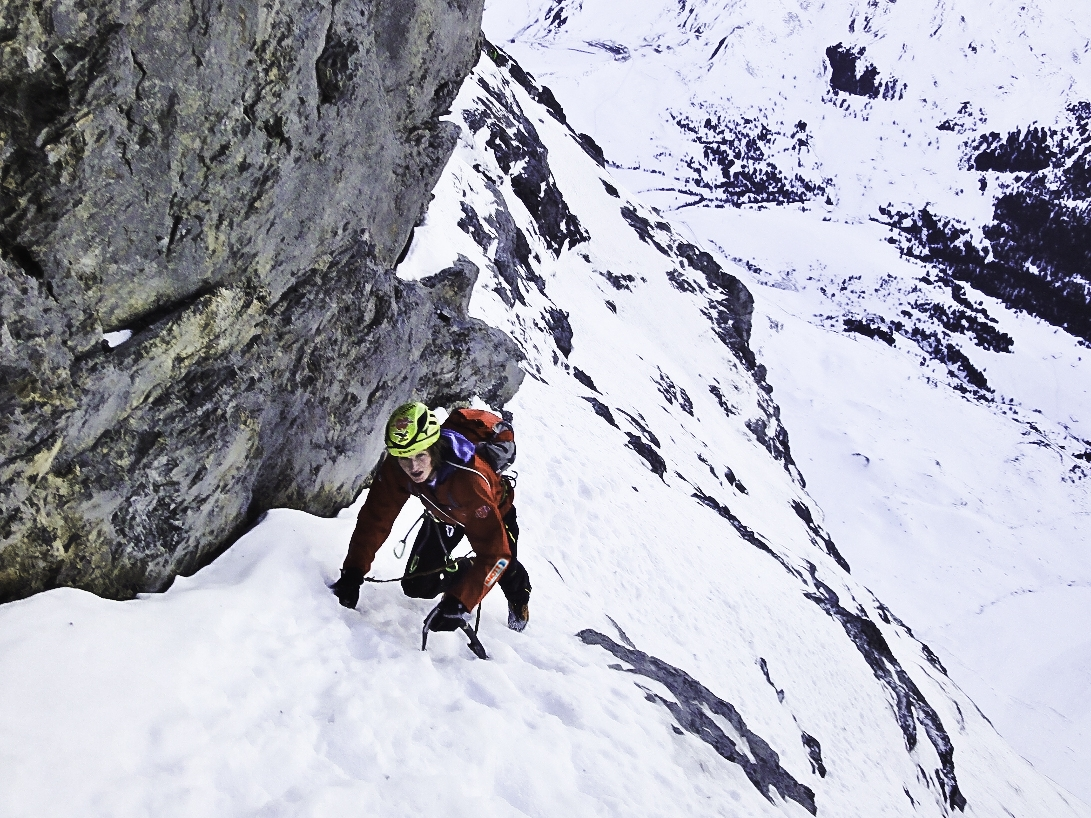
„Speedbesteigung“ Eiger-Nordwand 2011

- 2008 Expedition Spantik (7027 m), Lawinenunglück auf 6500 m mit Rettung von drei Verletzten.[1]
- 2009 Erstbegehung „Pray for Power“ (M14; ursprünglich M13 aber durch Wiederholen aufgewertet auf M14 und somit vermutlich die erste M14 der Welt)
- 2009 Expedition Hunza Valley
- 2009 erste Rotpunktbegehung „Gehts noch Doc“, Blankenstein (8a, 250 m)
- 2010 Eisklettertrip Rockys „The Real Big Drip“ Onsight, „Teddy Bears Picnick“ Onsight, div. Wasserfälle
- 2011 „Camilotto Pellisier“ (8a+, 500 m, Rotpunkt), Große Zinne
- 2011 Eiger-Nordwand „Heckmair“ in 5 h 10 min, Teamspeed mit Fritz Miller
- 2011 erste freie Begehung „Antro.Po.Cene“ (8a, 500 m), Taghia/Marokko
- 2012 Expedition Jirishanca (6094 m), Abbruch auf 6000 m aufgrund schlechter Verhältnisse
- 2012 erste freie Begehung „Hystrix“, Rocca Busambra/Sizilien (8a+, 200 m)
- 2013 Expedition Dhaulagiri, Abbruch auf 7500 m aufgrund von Unglück
- 2014 „Ironman“ (D14, Rotpunkt)
- 2014 erste Nonstop-Wintertrilogie der Nordwände der Drei Zinnen in 15 h 42 min, mit Ueli Steck
- 2014 Erstbegehung „Dornröschen“, Wetterwandeck/Wettersteingebirge (7-, 50°, 1100 m)
- 2015 Eiger-Nordwand „Heckmair“ in 5 h 5 min, Teamspeed mit Julien Irilli
- 2015 Erstbegehung „Optimist“ Schneefernerkopf Westwand (M6, 1300 m), ground-up ohne Bohrhaken in 2 Tagen
- 2017 erste freie Begehung „Parzival“, Dreifaltigkeit/Alpstein (8b, 150 m)
- 2017 erste Wintergesamtüberschreitung der Drei Zinnen (5 Gipfel) in 9 h 15 min, mit Simon Gietl
- 2017 Erstbegehung „Stirb Langsam“, Seebenseefall/Ehrwald (M11+, WI6+, 200 m)
- 2018 Fitz Roy „Supercanaleta“ in 30 h Tal zu Tal, Aguja de la S, Aguja Guillamet
- 2018 Gesamtüberschreitung Wettersteingebirge in 40 h von Schanz (Leutasch) nach Garmisch (Olympiastadion)
- 2019 „Prinzip Hoffnung“ (8b/+, E10, Trad, Rotpunkt)
- 2019 „Speed Integral“ (9a, Rotpunkt)
- 2019 „Psychogramm“ (8b+, Trad)
- 2020 „Silbergeier“ (8b+, 6SL, Rotpunkt)
- 2020 Piz Badile „Amore Supercombo“ in 6,5 h, 1. Wiederholung
- 2020 Gross Ruchen „Egidius“ (M7+, WI6+, 1300 m), 1. Wiederholung
- 2022 Erstbegehung „Bodhichitta“ an der Dreifaltigkeit im Alpstein (zwischen 8b+ und 8c+, 5 Seillängen)[4]
- 2023 Erste Salbitschijen Wintertrilogie: alle drei Salbitschijen Grate – Süd-, West- und Ostgrat – in 45 Stunden mit Lukas Hinterberger am 15. und 16. Februar 2023[5]